# Термоацидофилы
Термоацидофилы — экстремофильные археи, выживающие при высокой кислотности и содержании серы, а также высоких температурах, то есть сочетающие признаки термофилов и ацидофилов. 
Термоацидофилы предпочитают температуру 70—80 °C и pH в пределах между 2 и 3. Они обитают в основном в горячих источниках и/или в сообществах глубоководных организмов. Будучи экстремофилами, они живут в таких местах, где большинство организмов погибает. 
Эти прокариоты обладают многими уникальными характеристиками. Они особо устойчивы к высоким температурам и кислотности. Их плазматическая мембрана содержит большое количество насыщенных жиров, а их ферменты не денатурируют при этих экстремальных условиях. 